# Булет д’Авен
Булет д’Авен (фр. Boulette d’Avesnes) — французский ароматизированный сыр из коровьего молока.
Сыр получил наименование в честь города Авен, где был изобретён его рецепт.

## Изготовление
Первоначально сырьем для Булет д’Авен служила пахта, в настоящее время для этого используется свежий осадок сыра Маруаль. Сырьё измельчается и смешивается с эстрагоном, петрушкой, гвоздикой и перцем, после чего готовой массе вручную придают форму шаров или конусов. Корка сыра подкрашивается аннато и посыпается паприкой. Готовые головки сыра выдерживаются от двух до трёх месяцев, во время созревания корка сыра омывается пивом.

## Описание
Головки сыра имеют форму шара или конуса с диаметром основания 6—8 сантиметров, высотой 10 сантиметров и весом 200—300 грамм. Сыр покрыт влажной коркой кирпично-красного цвета, посыпанной паприкой. Под коркой находится рассыпчатая зернистая мякоть цвета слоновой кости, с коричневыми и зелеными вкраплениями специй. Жирность сыра 45 %.
Сыр обладает острым, пряным, травянистым и немного резковатым вкусом, а также резким ароматом эстрагона.
Употребляется в качестве самостоятельного блюда, сочетается с джином и красными винами, например с кагором.